# Bielanka (Nowy Targ)
Pour les articles homonymes, voir Bielanka.
Bielanka (prononciation : [bjɛˈlaŋka]) est une localité polonaise de la gmina de Raba Wyżna et du powiat de Nowy Targ en voïvodie de Petite-Pologne.